# Doyang
Doyang, Dayang o Doyong és un riu de Nagaland al districte de Kohima.
Neix al poc Japfu i travessa la part occidental del districte per unir-se finalment al riu Dhansiri o Dhaneswari a Assam, sent per tant un subtributari del Brahmaputra. El Doyang Hydro Electric Power Project, al districte de Wokha a Nagaland, utilitza l'aigua del riu.